# Delaney & Bonnie
Delaney & Bonnie var en amerikansk musikduo bildad i Los Angeles i Kalifornien och bestående av det gifta paret Delaney (född 1 juli 1939 – död 27 december 2008) och Bonnie Bramlett (född Bonnie Lynn O'Farrell 8 november 1944). De framförde rockmusik starkt influerad av soulmusik. När de uppträdde under konsert med musiker kallade de sig Delaney, Bonnie & Friends. De var aktiva 1967–1972 och paret skilde sig 1973.
Deras första album Home släpptes på soulskivbolaget Stax Records 1969, men blev ingen kommersiell framgång. Senare samma år släpptes deras andra album, nu på bolaget Elektra Records. Men inte heller det blev särskilt framgångsrikt. George Harrison erbjöd duon kontrakt på The Beatles skivbolag Apple Records samma år, men planerna gick i stöpet. Harrison rekommenderade däremot duon som öppningsakt åt Eric Claptons grupp Blind Faith då de turnerade. Clapton hjälpte sedan duon till ett tredje skivkontrakt hos hans amerikanska skivbolag Atco Records.
Livealbumet On Tour with Eric Clapton blev deras första album för det nya bolaget och deras stora genombrott. På albumet medverkar flera kända musiker så som George Harrison (under pseudonymen L'Angelo Misterioso), Eric Clapton och Dave Mason. Det blev deras bäst säljande album både i USA och Storbritannien där det nådde topp 40-placering på respektive albumlista. I Storbritannien blev dessutom Comin' Home en hitsingel. De två följande studioalbumen To Bonnie from Delaney och Motel Shot blev måttliga framgångar, liksom singlarna "Soul Shake" och "Never Ending Song of Love". På de albumen medverkade musiker som Duane Allman, Little Richard, Leon Russell och Gram Parsons. De hade även med låten "You Got to Believe" på soundtracket till kultfilmen Jakten mot nollpunkten 1971.
Efter parets skilsmässa 1973 fortsatte båda två på egen hand i musikbranschen. Delaney avled 2008 efter komplikationer vid en gallblåsaoperation.

## Diskografi
Studioalbum
- Home (1969)
- The Original Delaney & Bonnie & Friends (också känd som: Accept No Substitute) (1969)
- To Bonnie from Delaney (1971)
- Motel Shot (1971)
- Country Life (1972)
- D&B Together (återutgivning av Country Life) (1972)

Livealbum
- On Tour with Eric Clapton (1970)
- Delaney & Bonnie & Friends Live in Copenhagen, December 10th 1969

Samlingsalbum
- The Best of Delaney & Bonnie (1972)